# José Maria Hermano Baptista
José Maria Hermano Baptista (Lisboa, 1 de maio de 1895 - Lisboa, 14 de dezembro de 2002) foi um militar português.
Filho de Hermano José Baptista (Fundão, Donas, 6 de novembro de 1859 - Lisboa, 1913) e de Ana Albina. Era irmão mais velho do pintor aquarelista João Hermano Baptista (1900-1970), cunhado do professor José Saraiva (1881-1962), e tio materno de António José Saraiva, jornalista e linguista, e de José Hermano Saraiva, professor, jurista e divulgador de História, do qual também era padrinho de baptismo.
Foi um dos últimos veteranos sobreviventes do Corpo Expedicionário Português que combateram na França na I Guerra Mundial.
Durante a guerra fora primeiro cabo, sendo promovido a segundo sargento miliciano em 22 de março de 1918. Foi ferido na Batalha de La Lys, e depois de algum tempo hospitalizado em Wesel e feito prisioneiro de guerra no campo de concentração de Friedrichsfeld. Regressou a Portugal a bordo de um navio inglês em 1919.
José Hermano Baptista foi também um dos poucos portugueses a ser condecorado com a Ordem Nacional da Legião de Honra, a mais importante condecoração francesa.
Morreu a 14 de dezembro de 2002, aos 107 anos.